# Pseudognaphalium micradenium
Pseudognaphalium micradenium là một loài thực vật có hoa trong họ Cúc. Loài này được (Weath.) G.L.Nesom mô tả khoa học đầu tiên năm 2001.